# Глотов, Олег Константинович
Олег Константинович Гло́тов (7 августа 1915 — 31 января 2003) — советский учёный-геофизик, сейсморазведчик. Лауреат Сталинской премии первой степени (1951).

## Биография
Родился 7 августа 1915 года. В 1939 году окончил с отличием МГРИ имени С. Орджоникидзе по специальности горный инженер-геофизик. После окончания института был призван в РККА. Прошёл всю войну. Выполнял подрывные работы и минирование, внес ряд предложений по улучшению конструкции мин и миноискателей Член ВКП(б) с 1944 года.
Работал в разных регионах страны. Был управляющим геофизическими трестами (в частности «Иркутскгеофизика».) и экспедициями, директором предприятия «Нефтеприбор», руководил крупными коллективами полевых и тематических партий. В течение десяти лет руководил Лабораторией геофизических методов исследований нефтегазоносных областей Института геологии и разработки горючих ископаемых Министерства нефтяной промышленности. В 1990-е годы — ведущий научный сотрудник Ассоциации «Экогеоцентр».

## Научная деятельность
Дипломный проект был посвящён методу отражённых волн. В 1980-е годы разрабатывал способ разностных годографов.

### Публикации
- Глотов О. К. Основы способа смещенных годографов ОГТ // Прикладная геофизика : журнал. — 1985. — № 3. — С. 48-57.
- Глотов О. К. Новая модификация способа смещенных годографов ОГТ // Геофизика : журнал. — Москва, 1995. — № 3. — С. 50-56.

## Награды и премии
- Сталинская премия первой степени (1951) — за открытие Северо-Ставропольского месторождения газа
- орден Отечественной войны I степени (28.1.1945)
- два ордена Отечественной войны II степени (10.4.1944; 6.4.1985)
- орден Красной Звезды (10.2.1943)